# Ceratocapsus punctulatus
Ceratocapsus punctulatus är en insektsart som först beskrevs av Reuter 1876.  Ceratocapsus punctulatus ingår i släktet Ceratocapsus och familjen ängsskinnbaggar. Inga underarter finns listade i Catalogue of Life.